# 托姆·德布尔
托姆·德布尔（荷蘭語：Thom de Boer，1991年12月24日—），荷兰男子游泳运动员，2021年世界短池锦标赛混合4×50米混合泳接力金牌得主、混合4×50米自由泳接力银牌得主和男子4×50米自由泳接力铜牌得主、2022年世界短池锦标赛男子4×50米自由泳接力和混合4×50米自由泳接力铜牌得主。